# 阿科奧爾科山
阿科奧爾科山（Aqu Urqu）是秘魯的山峰，位於該國中南部阿亞庫喬大區，由奇保區和瓦卡尼亞區負責管轄，屬於安地斯山脈的一部分，海拔高度4,600米。